# Parrya rydbergii
Parrya rydbergii là một loài thực vật có hoa trong họ Cải. Loài này được Botsch. mô tả khoa học đầu tiên năm 1955.